# Orden de la Nube Auspiciosa
La orden de la Nube Auspiciosa u orden de la Nube Propicia es la distinción de Manchukuo más baja que la orden del Ilustre Dragón y más alta que la orden de los Pilares del Estado. Fue establecida con el Edicto N.º 1 del Gran Imperio de Manchuria formulado el 1 de marzo de 1934.
La distinción contaba con ocho clases. Su equivalencia con las órdenes japonesas sería correspondiente a la orden del Sol Naciente del Imperio del Japón e incluso en algunos grados a la orden del Tesoro Sagrado. La medalla fue diseñada por el escultor japonés Shokichi Hata (en japonés: 畑 正吉, lit. 'Hata Shōkichi') y producida por la Casa de la Moneda de Japón.
De 1934 a 1940, hubo un total de 54.557 galardonados, de los cuales 110 lo fueron con el primer rango, 187 condecorados con el segundo rango, 701 de tercera clase, 1.820 de cuarta clase, 3.447 de quinta clase y 6.257 de sexta clase. Otras 8.329 medallas de séptima clase y 33.706 medallas de octava clase fueron otorgadas en su mayoría a soldados imperiales japoneses o a administradores japoneses en Manchukuo. Se desconoce el número total de sellos e insignias emitidos con adscripción a esta orden, pero según la casa japonesa de la moneda, entre 1934 y 1945 se produjeron unos 129.500 sellos de la orden de la Nube Auspiciosa.
La orden desapareció tras la caída de Manchukuo en agosto de 1945.